# Afrotragulus
Afrotragulus es un género extinto de rumiante tragúlido que habitó en Kenia durante el Mioceno temprano. Contiene a las especies Afrotragulus moruorotensis y Afrotragulus parvus, clasificadas anteriormente en el género Dorcatherium.